# 100º Congresso degli Stati Uniti d'America
Il 100º Congresso degli Stati Uniti, composto dalla Camera dei Rappresentanti e dal Senato, è stato il ramo legislativo del governo federale statunitense in carica dal 3 gennaio 1987 al 3 gennaio 1989.

## Senato

Composizione del senato all'inizio del 100° congresso

### Riepilogo della composizione
- Partito Democratico: 55
- Partito Repubblicano: 45

### Leadership
- Presidente (Vicepresidente degli Stati Uniti): George H. W. Bush (R-TX),
- Presidente pro tempore: John C. Stannis (D-MS)

#### Leadership della Maggioranza
- Leader della Maggioranza: Robert Byrd (D-ME)
- Assistente Leader: Alan Cranston (D-CA)

#### Leadership della Minoranza
- Leader della Minoranza: Bob Dole (R-KS)
- Assistente Leader: Alan K. Simpson (R-WY)

Affiliazione dei senatori all'inizio del 100° congresso: in blu 2 Democratici, in viola 1 Democratico and 1 Repubblicano, in rosso 2 Repubblicani

### Senatori ordinati per Stato
Alabama
- Howell Heflin (D)
- Richard Shelby (D)

Alaska
- Ted Stevens (R)
- Frank Murkowski (R)

Arizona
- Dennis DeConcini (D)
- John McCain (R)

Arkansas
- Dale Bumpers (D)
- David Pryor (D)

California
- Alan Cranston (D)
- Pete Wilson (R)

Carolina del Nord
- Jesse Helms (R)
- Terry Sanford (D)

Carolina del Sud
- Strom Thurmond (R)
- Ernest Hollings (D)

Colorado
- William L. Armstrong (R)
- Tim Wirth (D)

Connecticut
- Lowell Weicker (R)
- Chris Dodd (D)

Dakota del Nord
- Quentin N. Burdick (D)
- Kent Conrad (D)

Dakota del Sud
- Larry Pressler (R)
- Tom Daschle (D)

Delaware
- William V. Roth (R)
- Joe Biden (D)

Florida
- Lawton Chiles (R)
- Bob Graham (D)

Georgia
- Sam Nunn (D)
- Wyche Fowler (D)

Hawaii
- Daniel Inouye (D)
- Spark Matsunaga (D),

Idaho
- James A. McClure (R)
- Steve Symms (R)

Illinois
- Alan J. Dixon (D)
- Paul Simon (D)

Indiana
- Dick Lugar (R)
- Dan Quayle (R)

Iowa
- Chuck Grassley (R)
- Tom Harkin (D)

Kansas
- Bob Dole (R)
- Nancy Landon Kassebaum (R)

Kentucky
- Wendell H. Ford (D)
- Mitch McConnell (R)

Louisiana
- J. Bennett Johnston (D)
- John Breaux (D)

Maine
- William Cohen (R)
- George J. Mitchell (D)

Maryland
- Paul Sarbanes (D)
- Barbara Mikulski (D)

Massachusetts
- Ted Kennedy (D)
- John Kerry (D)

Michigan
- Donald W. Riegle, Jr. (D)
- Carl Levin (D)

Minnesota
- David Durenberger (R)
- Rudy Boschwitz (R)

Mississippi
- John C. Stennis (D)
- Thad Cochran (R)

Missouri
- John Danforth (R)
- Kit Bond (R)

Montana
- John Melcher (D)
- Max Baucus (D)

Nebraska
- J. James Exon (D)
- Edward Zorinsky (D) fino a 6 marzo 1987
  - David Karnes (R) dall'11 marzo 1987

Nevada
- Harry Reid (D)
- Chic Hecht (R)

New Hampshire
- Gordon J. Humphrey (R), fino al 4 dicembre 1990
- Warren Rudman (R)

New Jersey
- Bill Bradley (D)
- Frank Lautenberg (D)

New York
- Daniel Patrick Moynihan (D)
- Al D'Amato (R)

Nuovo Messico
- Pete Domenici (R)
- Jeff Bingaman (D)

Ohio
- John Glenn (D)
- Howard Metzenbaum (D)

Oklahoma
- David Boren (D)
- Don Nickles (R)

Oregon
- Mark Hatfield (R)
- Bob Packwood (R)

Pennsylvania
- H. John Heinz III (R)
- Arlen Specter (R)

Rhode Island
- Claiborne Pell (D)
- John Chafee (R)

Tennessee
- Jim Sasser (D)
- Al Gore (D)

Texas
- Lloyd Bentsen (D)
- Phil Gramm (R)

Utah
- Jake Garn (R)
- Orrin Hatch (R)

Vermont
- Robert Stafford (R)
- Patrick Leahy (D)

Virginia
- John Warner (R)
- Paul Trible (R)

Washington
- Brock Adams (D)
- Daniel J. Evans (R)

Virginia Occidentale
- Robert Byrd (D)
- Jay Rockefeller (D)

Wisconsin
- William Proxmire (D)
- Bob Kasten (R)

Wyoming
- Malcolm Wallop (R)
- Alan K. Simpson (R)

## Camera dei Rappresentanti

### Riepilogo della composizione all'inizio del 100º congresso
- Partito Democratico: 258
- Partito Repubblicano: 177
- Vacante: 0

### Leadership
- Speaker: Jim Wright (D-TX),

#### Leadership della Maggioranza
- Leader della Maggioranza: Tom Foley (D-WA),

#### Leadership della Minoranza
- Leader della Minoranza: Robert Michel (R-IL)

Alabama
(5 Democratici, 2 Repubblicani)
- 1. Sonny Callahan (R)
- 2. William Louis Dickinson (R)
- 3. Bil Nichols (D) fino 13 dicembre 1988
- 4. Tom Bevill (D)
- 5. Ronnie Flippo (D)
- 6. Ben Erdreich (D)
- 7. Claude Harris, Jr. (D)

Alaska
(1 Repubblicano)
- At Large. Don Young (R)

Arizona
(4 Repubblicani, 1 Democratico)
- 1. John Jacob Rhodes III (R)
- 2. Mo Udall (D)
- 3. Bob Stump (R)
- 4. Jon Kyl (R)
- 5. Jim Kolbe (R)

Arkansas
(3 Democratici, 1 Repubblicano)
- 1. William Vollie Alexander, Jr. (D)
- 2. Tommy F. Robinson (D)
- 3. John Paul Hammerschmidt (R)
- 4. Beryl Anthony, Jr. (D)

California
(27 Democratici, 18 Repubblicani)
- 1. Douglas H. Bosco (D)
- 2. Wally Herger (R)
- 3. Bob Matsui (D)
- 4. Vic Fazio (D)
- 5. Sala Burton (D) fino al 1º febbraio 1987
  - Nancy Pelosi (D) dal 2 giugno 1987
- 6. Barbara Boxer (D)
- 7. George Miller (D)
- 8. Ron Dellums (D)
- 9. Pete Stark (D)
- 10. Don Edwards (D)
- 11. Tom Lantos (R)
- 12. Tom Campbell (R)
- 13. Norman Mineta (D)
- 14. Norman D. Shumway (R)
- 15. Tony Coelho (D)
- 16. Leon Panetta (D)
- 17. Chip Pashayan (R)
- 18. Richard Lehman (D)
- 19. Robert J. Lagomarsino (R)
- 20. Bill Thomas (R)
- 21. Elton Gallegly (R)
- 22. Carlos Moorhead (R)
- 23. Anthony Beilenson (D)
- 24. Henry Waxman (D)
- 25. Edward R. Roybal (D)
- 26. Howard Berman (D)
- 27. Mel Levine (D)
- 28. Julian Dixon (D)
- 29. Gus Hawkins (D)
- 30. Matthew G. Martínez (D)
- 31. Mervyn M. Dymally (D)
- 32. Glenn M. Anderson (D)
- 33. David Dreier (R)
- 34. Esteban Edward Torres (D)
- 35. Jerry Lewis (R)
- 36. George Brown, Jr. (D)
- 37. Al McCandless (R)
- 38. Bob Dornan (R)
- 39. William E. Dannemeyer (R)
- 40. Robert Badham (R)
- 41. Bill Lowery (R)
- 42. Dan Lungren (R)
- 43. Ron Packard (R)
- 44. Jim Bates (D)
- 45. Duncan Hunter (R)

Carolina del Nord
(8 Democratici, 3 Repubblicani)
- 1. Walter B. Jones, Sr. (D)
- 2. Tim Valentine (D)
- 3. Martin Lancaster (D)
- 4. David Price (D)
- 5. Stephen L. Neal (D)
- 6. Howard Coble (R)
- 7. Charlie Rose (D)
- 8. Bill Hefner (D)
- 9. Alex McMillan (R)
- 10. Cass Ballenger (R)
- 11. James M. Clarke (D)

Carolina del Sud
(4 Democratici, 2 Repubblicani)
- 1. Arthur Ravenel Jr. (R)
- 2. Floyd Spence (R)
- 3. Butler Derrick (D)
- 4. Liz J. Patterson (D)
- 5. John Spratt (D)
- 6. Robin Tallon (D)

Colorado
(3 Democratici, 3 Repubblicani)
- 1. Patricia Schroeder (D)
- 2. David Skaggs (D)
- 3. Ben Nighthorse Campbell (D)
- 4. Hank Brown (R)
- 5. Joel Hefley (R)
- 6. Daniel Schaefer (R)

Connecticut
(3 Democratici, 3 Repubblicani)
- 1. Barbara Kennelly (D)
- 2. Sam Gejdenson (D)
- 3. Bruce Morrison (D)
- 4. Stewart McKinney (R) fino al 7 maggio 1987
  - Chris Shays (R) dal 18 agosto 1987
- 5. John G. Rowland (R)
- 6. Nancy Johnson (R)

Dakota del Nord
(1 Democratico)
- At Large. Byron Dorgan (D)

Dakota del Sud
(1 Democratico)
- At Large. Timothy P. Johnson (D)

Delaware
(1 Democratico)
- At Large. Thomas Carper (D)

Florida
(12 Democratici, 7 Repubblicani)
- 1. Earl Hutto (D)
- 2. James W. Grant (D)
- 3. Charles Edward Bennett (D)
- 4. Bill Chappell (D)
- 5. Bill McCollum (R)
- 6. Buddy MacKay (D)
- 7. Sam Gibbons (D)
- 8. Bill Young (R)
- 9. Michael Bilirakis (R)
- 10. Andy Ireland (R)
- 11. Bill Nelson (D)
- 12. Tom Lewis (R)
- 13. Connie Mack III (R)
- 14. Dan Mica (D)
- 15. E. Clay Shaw, Jr. (R)
- 16. Lawrence J. Smith (D)
- 17. William Lehman (D)
- 18. Claude Pepper (D)
- 19. Dante Fascell (D)

Georgia
(8 Democratici, 2 Repubblicanio)
- 1. Robert Lindsay Thomas (D)
- 2. Charles Floyd Hatcher (D)
- 3. Richard Ray (D)
- 4. Pat Swindall (R)
- 5. John Lewis (D)
- 6. Newt Gingrich (R)
- 7. George Darden (D)
- 8. J. Roy Rowland (D)
- 9. Ed Jenkins (D)
- 10. Doug Barnard, Jr. (D)

Hawaii
(1 Repubblicano, 1 Democratico)
- 1. Pat Saiki (R)
- 2. Daniel Akaka (D)

Idaho
(1 Repubblicano, 1 Democratico)
- 1. Larry Craig (R)
- 2. Richard H. Stallings (D)

Illinois
(13 Democratici, 9 Repubblicani)
- 1. Charles Hayes (D)
- 2. Gus Savage (D)
- 3. Marty Russo (D)
- 4. Jack Davis (R)
- 5. William Lipinski (D)
- 6. Henry Hyde (R)
- 7. Cardiss Collins (D)
- 8. Dan Rostenkowski (D)
- 9. Sidney Yates (D)
- 10. John Edward Porter (R)
- 11. Frank Annunzio (D)
- 12. Phil Crane (R)
- 13. Harris Fawell (R)
- 14. Dennis Hastert (R)
- 15. Edward Rell Madigan (R)
- 16. Lynn Morley Martin (R)
- 17. Lane Evans (D)
- 18. Robert Michel (R)
- 19. Terry L. Bruce (D)
- 20. Dick Durbin (D)
- 21. Melvin Price (D) fino al 22 aprile 1988
  - Jerry Costello (D), dal 9 agosto 988
- 22. Kenneth J. Gray (D)

Indiana
(6 Democratici, 4 Repubblicani)
- 1. Pete Visclosky (D)
- 2. Philip Sharp (D)
- 3. John P. Hiler (R)
- 4. Dan Coats (R)
- 5. Jim Jontz (D)
- 6. Dan Burton (R)
- 7. John T. Myers (R)
- 8. Frank McCloskey (D)
- 9. Lee Hamilton (D)
- 10. Andrew Jacobs, Jr. (D)

Iowa
(4 Repubblicani, 2 Democratici)
- 1. Jim Leach (R)
- 2. Tom Tauke (R)
- 3. Dave Nagle (D)
- 4. Neal Edward Smith (D)
- 5. Jim Ross Lightfoot (R)
- 6. Fred Grandy (R)

Kansas
(3 Repubblicani, 2 Democratici)
- 1. Pat Roberts (R)
- 2. Jim Slattery (D)
- 3. Jan Meyers (R)
- 4. Dan Glickman (D)
- 5. Bob Whittaker (R)

Kentucky
(4 Democratici, 3 Repubblicani)
- 1. Carroll Hubbard, Jr. (D)
- 2. William Huston Natcher (D)
- 3. Romano Mazzoli (D)
- 4. Jim Bunning (R)
- 5. Hal Rogers (R)
- 6. Larry J. Hopkins (R)
- 7. Carl C. Perkins (D)

Louisiana
(5 Democratici, 3 Repubblicani)
- 1. Bob Livingston (R)
- 2. Lindy Boggs (D)
- 3. Billy Tauzin (D)
- 4. Buddy Roemer (D), fino al 14 marzo 1988
  - Jim McCrery (R) dal 16 aprile 1988
- 5. Jerry Huckaby (D)
- 6. Richard Baker (R)
- 7. Jimmy Hayes (D)
- 8. Clyde C. Holloway (R)

Maine
(1 Democratico, 1 Repubblicano)
- 1. Joseph E. Brennan (D)
- 2. Olympia Snowe (R)

Maryland
(6 Democratici, 2 Repubblicani)
- 1. Roy Dyson (D)
- 2. Helen Delich Bentley (R)
- 3. Ben Cardin (D)
- 4. Tom McMillen (D)
- 5. Steny Hoyer (D)
- 6. Beverly Byron (D)
- 7. Kweisi Mfume (D)
- 8. Connie Morella (R)

Massachusetts
(10 Democratici, 1 Repubblicano)
- 1. Silvio Conte (R)
- 2. Edward Boland (D)
- 3. Joseph D. Early (D)
- 4. Barney Frank (D)
- 5. Chester G. Atkins (D)
- 6. Nicholas Mavroules (D)
- 7. Ed Markey (D)
- 8. Joseph Patrick Kennedy II (D)
- 9. Joe Moakley (D)
- 10. Gerry Studds (D)
- 11. Brian J. Donnelly (D)

Michigan
(11 Democratici, 7 Repubblicani)
- 1. John Conyers (D)
- 2. Carl D. Pursell (R)
- 3. Howard Wolpe (D)
- 4. Fred Upton (R)
- 5. Paul B. Henry (R)
- 6. Milton Robert Carr (D)
- 7. Dale E. Kildee (D)
- 8. Bob Traxler (D)
- 9. Guy Vander Jagt (R)
- 10. Bill Schuette (R)
- 11. Robert William Davis (R)
- 12. David E. Bonior (D)
- 13. George Crockett Jr. (D)
- 14. Dennis M. Hertel (D)
- 15. William D. Ford (D)
- 16. John Dingell (D)
- 17. Sander Levin (D)
- 18. William S. Broomfield (R)

Minnesota
(5 Democratici, 3 Repubblicani)
- 1. Tim Penny (D)
- 2. Vin Weber (R)
- 3. Bill Frenzel (R)
- 4. Bruce Vento (D)
- 5. Martin Olav Sabo (D)
- 6. Gerry Sikorski (D)
- 7. Arlan Stangeland (R)
- 8. Jim Oberstar (D)

Mississippi
(4 Democratici e 1 Repubblicano)
- 1. Jamie L. Whitten (D)
- 2. Mike Espy (D)
- 3. Gillespie V. Montgomery (D)
- 4. Mike Parker (D)
- 5. Trent Lott (R)

Missouri
(5 Democratici, 4 Repubblicani)
- 1. Bill Clay (D)
- 2. Jack Buechner (R)
- 3. Dick Gephardt (D)
- 4. Ike Skelton (D)
- 5. Alan Wheat (D)
- 6. Earl Thomas Coleman (R)
- 7. Gene Taylor (R)
- 8. Bill Emerson (R)
- 9. Harold Volkmer (D)

Montana
(1 Democratico, 1 Repubblicano)
- 1. John Patrick Williams (D)
- 2. Ron Marlenee (R)

Nebraska
(3 Repubblicani)
- 1. Doug Bereuter (R)
- 2. Hal Daub (R)
- 3. Virginia Smith (R)

Nevada
(1 Democratico, 1 Repubblicano)
- 1. James Bilbray (D)
- 2. Barbara Vucanovich (R)

New Hampshire
(2 Repubblicani)
- 1. Bob Smith (R)
- 2. Judd Gregg (R)

New Jersey
(8 Democratici, 6 Repubblicani)
- 1. James Florio (D)
- 2. William J. Hughes (D)
- 3. James J. Howard (D) fino al 25 marzo 1988
  - Frank Pallone (D) dall'8 novembre 1988
- 4. Chris H. Smith (R)
- 5. Marge Roukema (R)
- 6. Bernard J. Dwyer (D)
- 7. Matthew John Rinaldo (R)
- 8. Robert A. Roe (D)
- 9. Robert Torricelli (D)
- 10. Peter W. Rodino (D)
- 11. Dean Gallo (R)
- 12. Jim Courter (R)
- 13. Jim Saxton (R)
- 14. Frank Guarini (D)

New York
(20 Democratici, 14 Repubblicani)
- 1. George Hochbrueckner (D)
- 2. Thomas J. Downey (D)
- 3. Robert Mrazek (D)
- 4. Norman Lent (R)
- 5. Raymond McGrath (R)
- 6. Floyd Flake (D)
- 7. Gary Ackerman (D)
- 8. James H. Scheuer (D)
- 9. Thomas J. Manton (D)
- 10. Chuck Schumer (D)
- 11. Ed Towns (D)
- 12. Major Owens (D)
- 13. Stephen J. Solarz (D)
- 14. Guy Molinari (R)
- 15. Bill Green (R)
- 16. Charles B. Rangel (D)
- 17. Ted Weiss (D)
- 18. Robert Garcia (D)
- 19. Mario Biaggi (D)
- 20. Joe DioGuardi (R)
- 21. Hamilton Fish IV (R)
- 22. Ben Gilman (R)
- 23. Samuel S. Stratton (D)
- 24. Jerry Solomon (R)
- 25. Sherwood Boehlert (R)
- 26. David O'Brien Martin (R)
- 27. George C. Wortley (R)
- 28. Matthew M. McHugh (D)
- 29. Frank Horton (R)
- 30. Louise Slaughter (D)
- 31. Jack Kemp (R)
- 32. John J. LaFalce (D)
- 33. Henry J. Nowak (D)
- 34. Amo Houghton (R)

Nuovo Messico
(2 Repubblicani, 1 Democratico)
- 1. Manuel Lujan, Jr. (R)
- 2. Joe Skeen (R)
- 3. Bill Richardson (D)

Ohio
(11 Democratici, 10 Repubblicani)
- 1. Charlie Luken (D)
- 2. Bill Gradison (R)
- 3. Tony Hall (D)
- 4. Mike Oxley (R)
- 5. Del Latta (R)
- 6. Bob McEwen (R)
- 7. Mike DeWine (R)
- 8. Buz Lukens (R)
- 9. Marcy Kaptur (D)
- 10. Clarence Miller (R)
- 11. Dennis Eckart (D)
- 12. John Kasich (R)
- 13. Donald Pease (D)
- 14. Thomas C. Sawyer (D)
- 15. Chalmers Wylie (R)
- 16. Ralph Regula (R)
- 17. James Traficant (D)
- 18. Douglas Applegate (D)
- 19. Edward F. Feighan (D)
- 20. Mary Rose Oakar (D)
- 21. Louis Stokes (D)

Oklahoma
(4 Democratici, 2 Repubblicani)
- 1. Jim Inhofe (R)
- 2. Mike Synar (D)
- 3. Wes Watkins (D)
- 4. Dave McCurdy (D)
- 5. Mickey Edwards (R)
- 6. Glenn English (D)

Oregon
(3 Democratici, 2 Repubblicano)
- 1. Les AuCoin (D)
- 2. Robert Freeman Smith (R)
- 3. Ron Wyden (D)
- 4. Peter DeFazio (D)
- 5. Denny Smith (R)

Pennsylvania
(12 Repubblicani, 11 Democratici)
- 1. Thomas M. Foglietta (D)
- 2. William H. Gray III (D)
- 3. Robert A. Borski, Jr. (D)
- 4. Joe Kolter (D)
- 5. Dick Schulze (R)
- 6. Gus Yatron (D)
- 7. Curt Weldon (R)
- 8. Peter H. Kostmayer (D)
- 9. Bud Shuster (R)
- 10. Joseph McDade (R)
- 11. Paul Kanjorski (D)
- 12. John Murtha (D)
- 13. Lawrence Coughlin (R)
- 14. William J. Coyne (D)
- 15. Donald Ritter (R)
- 16. Robert Smith Walker (R)
- 17. George Gekas (R)
- 18. Doug Walgren (D)
- 19. William F. Goodling (R)
- 20. Joseph Gaydos (D)
- 21. Tom Ridge (R)
- 22. Austin Murphy (D)
- 23. William F. Clinger (R)

Rhode Island
(1 Democratico, 1 Repubblicano)
- 1. Fernand St Germain (D)
- 2. Claudine Schneider (R)

Tennessee
(6 Democratici, 3 Repubblicani)
- 1. Jimmy Quillen (R)
- 2. John Duncan, Sr. (R) fino al 21 giugno 1988
  - Jimmy Duncan (R) dall'8 novembre 1988
- 3. Marilyn Lloyd (D)
- 4. Jim Cooper (D)
- 5. Bill Boner (D) fino al 5 ottobre 1987
  - Bob Clement (D) dal 19 gennaio 1988
- 6. Bart Gordon (D)
- 7. Don Sundquist (R)
- 8. Ed Jones (D)
- 9. Harold Ford Sr. (D)

Texas
(17 Democratici, 10 Repubblicani)
- 1. Jim Chapman (D)
- 2. Charlie Wilson (D)
- 3. Steve Bartlett (R)
- 4. Ralph Hall (D)
- 5. John Wiley Bryant (D)
- 6. Joe Barton (R)
- 7. Bill Archer (R)
- 8. Jack Fields (R)
- 9. Jack Brooks (D)
- 10. J. J. Pickle (D)
- 11. Marvin Leath (D)
- 12. Jim Wright (D),
- 13. Beau Boulter (R)
- 14. Mac Sweeney (R)
- 15. Kika de la Garza (D)
- 16. Ronald Coleman (D)
- 17. Charles Stenholm (D)
- 18. Mickey Leland (D)
- 19. Larry Combest (R)
- 20. Henry B. Gonzalez (D)
- 21. Lamar S. Smith (R)
- 22. Tom DeLay (R)
- 23. Albert Bustamante (D)
- 24. Martin Frost (D)
- 25. Michael A. Andrews (D)
- 26. Dick Armey (R)
- 27. Solomon Ortiz (D)

Utah
(2 Repubblicani, 1 Democratico)
- 1. James V. Hansen (R)
- 2. Wayne Owens (D)
- 3. Howard Nielson (R)

Vermont
(1 Repubblicano)
- At Large. Jim Jeffords (R)

Virginia
(5 Democratici, 5 Repubblicani)
- 1. Herbert H. Bateman (R)
- 2. Owen Pickett (D)
- 3. Thomas J. Bliley, Jr. (R)
- 4. Norman Sisisky (D)
- 5. Dan Daniel (D), fino al 23 gennaio 1988
  - Lewis F. Payne, Jr. (D), dal 14 giugno 1988
- 6. Jim Olin (D)
- 7. D. French Slaughter, Jr. (R)
- 8. Stanford Parris (R)
- 9. Rick Boucher (D)
- 10. Frank Wolf (R)

Virginia Occidentale
(4 Democratici)
- 1. Alan Mollohan (D)
- 2. Harley O. Staggers, Jr. (D)
- 3. Bob Wise (D)
- 4. Nick Rahall (D)

Washington
(5 Democratici, 3 Repubblicani)
- 1. John Miller (R)
- 2. Al Swift (D)
- 3. Don Bonker (D)
- 4. Sid Morrison (R)
- 5. Tom Foley (D)
- 6. Norm Dicks (D)
- 7. Mike Lowry (D)
- 8. Rod Chandler (R)

Wisconsin
(5 Democratici, 4 Repubblicani)
- 1. Les Aspin (D)
- 2. Robert Kastenmeier (D)
- 3. Steve Gunderson (R)
- 4. Jerry Kleczka (D)
- 5. Jim Moody (D)
- 6. Tom Petri (R)
- 7. Dave Obey (D)
- 8. Toby Roth (R)
- 9. Jim Sensenbrenner (R)

Wyoming
(1 Repubblicano)
- At Large. Dick Cheney (R), fino al 17 marzo 1989

Membri non votanti
- Samoa Americane. Fofō Iosefa Fiti Sunia (D), fino al 6 settembre 1988
- Distretto di Columbia. Walter Fauntroy (D)
- Guam. Vincente T. Blaz (R)
- Porto Rico. Jaime B. Fuster (D e PNP)
- Isole Vergini. Ron de Lugo (D)